# Eselsberg (Erzgebirge)

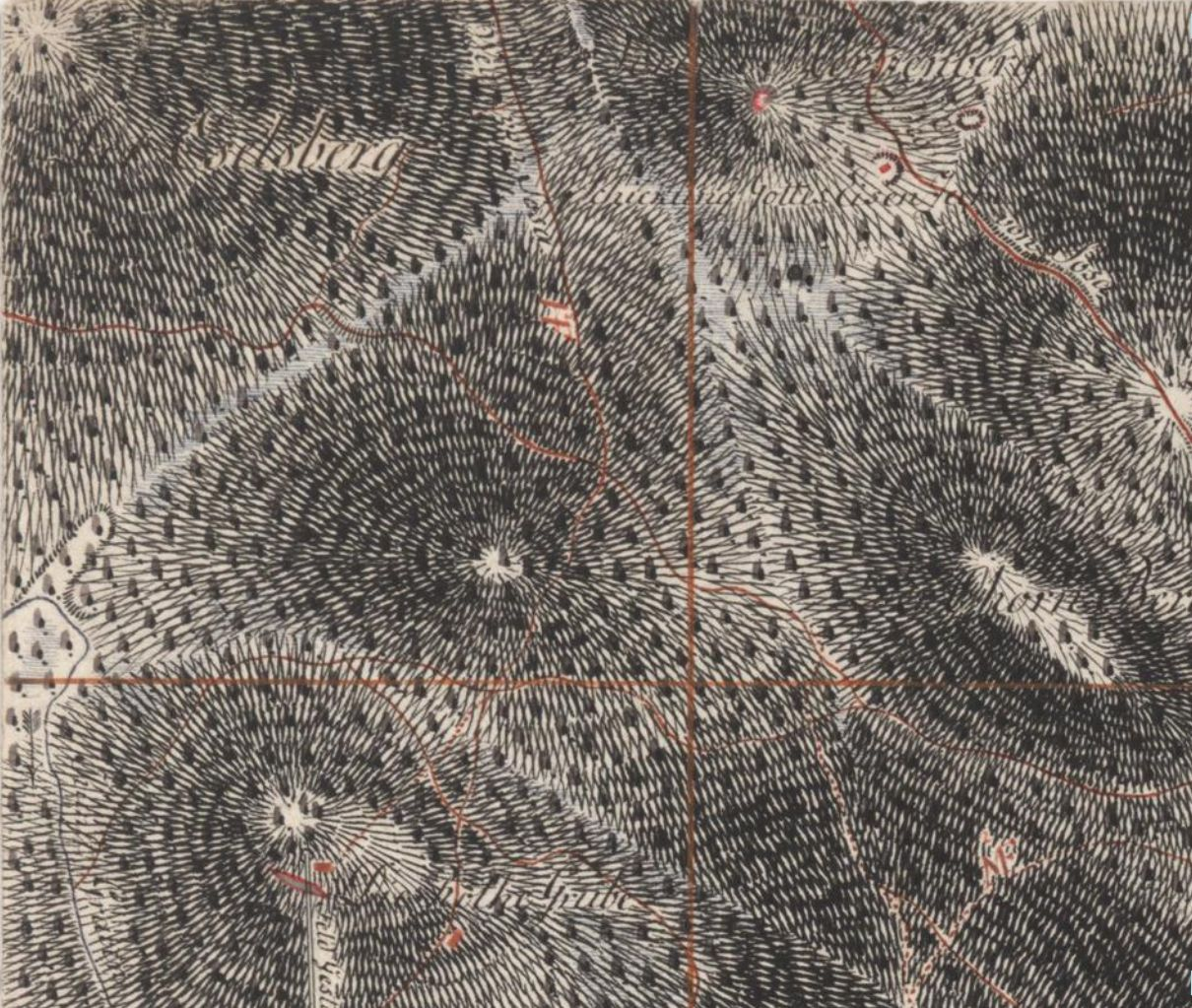
Der Eselsberg auf den Sächsischen Meilenblättern von 1791

Der Eselsberg ist ein 867 m ü. NHN hoher Gipfel im westlichen Erzgebirge südöstlich des Ortsteils Sosa der Stadt Eibenstock im Freistaat Sachsen in Deutschland.

## Lage und Umgebung
Der Berggipfel liegt im Westerzgebirge und ist bewaldet. Am südlichen Berghang führt des Eselsberger Flügel als Waldweg, von der Riesenberger Straße zwischen Sosa und Steinbach kommend in östliche Richtung bis zum Wegkreuz nordwestlich von Steinheidel.
Die höchste Stelle des Eselsberges ist nicht durch Wege erschlossen. In der Nachbarschaft liegen in östlicher Richtung der Fällberg und das Naturfreundehaus Rote Grube.
Über den Eselsberg verläuft der sogenannte Rothgrubner Zug, eine Eisenerzlagerstätte, die bis in das 19. Jahrhundert durch mehrere Eisensteingruben in der Umgebung des Eselsberges abgebaut wurde.
1872 wurde der Eselsberg von Bruno Berlet als einer der ansehnlichsten Gipfel des Erzgebirges bezeichnet.